# Konfuzor
Konfuzor – kanał przepływowy z malejącym przekrojem poprzecznym. Przepływający (w wyniku odpowiedniej różnicy ciśnień) z dużą prędkością czynnik termodynamiczny podlega przemianie adiabatycznej. Zmniejszający się przekrój poprzeczny powoduje wzrost prędkości przepływu i spadek ciśnienia czynnika. Wraz ze spadkiem ciśnienia następuje spadek temperatury a więc i entalpii. Rośnie przy tym objętość właściwa. Rozpatrując przemiany energii w konfuzorze można stwierdzić, że następuje zamiana pewnej wartości entalpii na energię kinetyczną. Spada więc entalpia gazu, a rośnie energia kinetyczna.
Konfuzory mają szczególne znaczenie w silnikach przepływowych, zwłaszcza turbinach cieplnych. Ich zasada działania opiera się bowiem na zamianie entalpii na energię kinetyczną, która następnie może być zamieniona na mechaniczną. W turbinach cieplnych konfuzorami mogą być teoretycznie tylko kanały międzyłopatkowe wieńców kierowniczych (turbina czysto akcyjna), bądź zarówno kierowniczych jak i wirnikowych (turbina reakcyjna). W praktyce spotyka się obecnie w turbinach cieplnych tylko konfuzory. Nie występują ani dyfuzory, ani kanały o niezmiennym przekroju.